# Andreas Krieger
Andreas Krieger (nascido como Heidi Krieger em Berlim a 20 de julho de 1965) é um ex-atleta de lançamento do peso, que competiu como mulher na equipa de atletismo da já extinta República Democrática Alemã. Tal como vários outros atletas da antiga República Democrática Alemã, Krieger foi sistematicamente dopado com esteróides. Krieger não sabia da natureza da substância que o treinador lhe dava (Oral-Turabinol), e que dizia serem "suplementos". A toma de Oral-Turabinol provocou-lhe masculinização (voz mais grave, pêlos faciais, feições mais masculinas) bem como sequelas e dores crónicas.
Em 1986, nos Campeonatos da Europa de Atletismo Krieger ganhou a medalha de ouro no lançamento do peso. Em 1997 iniciou o processo de transição, e subsequentemente foi reconhecida legalmente a sua identidade como homem, e o seu nome legal passou a ser Andreas.
Em 2000 Krieger serviu como testemunha no julgamento de Manfred Ewald, líder do programa desportivo da antiga República Democrática Alemã e de Manfred Hoeppner, director do departamento médico. Na altura afirmou que as drogas que lhe haviam administrado haviam contribuído para a sua transexualidade. Krieger já teria pensado em como seria viver como homem, mas, disse, ainda não tinha certezas, e o doping tirou-lhe qualquer possibilidade de decisão. Ambos os acusados no caso foram condenados.
A medalha "Andreas Krieger", assim baptizada em honra de Krieger, é atribuída anualmente a personalidades alemãs que se distingam no combate ao doping. A medalha de ouro de Krieger ganha em 1986 faz parte desse troféu.
Krieger casou-se em 2002 com Ute Krause, também ex-atleta e vítima de doping involuntário. O casal vive com Katja, filha de um casamento anterior de Krause.